# Bailyevi biseri
Bailyevi biseri, ili efekt dijamantnog prstena, su sjajni izlomljeni svjetlosni prsten oko Mjesečeve ploče koji se može opaziti kod centralnih pomrčina Sunca, a nastaje zbog Mjesečevih brda koja stvaraju nepravilni rub Mjesečeve vidljive ploče.  To je obilježje je potpunih i prstenastih pomrčina Sunca. Dok Mjesec prekriva Sunce za vrijeme pomrčine Sunca, hrapava Mjesečeva topografija omogućuje zrncima sunčeve svjetlosti da na nekim mjestima prolaze, dok na drugim ne može. Učinak je dobio ime po Francisu Bailyu, koji je pojavu objasnio 1836. godine.  Učinak dijamantnog prstena vidi se kada ostane samo jedno zrno i izgleda kao sjajni "dijamant" postavljen u svijetlom prstenu oko mjesečeve siluete.  
Lunarna topografija ima značajan reljef zbog prisutnosti planina, kratera, dolina i drugih topografskih značajki. Nepravilnosti profila lunarnih krajeva ("rub" Mjeseca, gledano iz daljine) točno su poznate iz opažanja prijašnih okultacija zvijezda. Astronomi tako imaju prilično dobru ideju koje će planine i doline uzrokovati da se biseri pojave prije pomrčine. Dok se Bailyevi biseri na kratko vide na nekoliko sekundi u središtu puta pomrčine, njihovo se trajanje maksimizira blizu rubova staze umbre, a traju 1-2 minute. 
Nakon što se efekt dijamantnog prstena smanjio, naknadni Bailyevi biseri i faza totalne pomrčine sigurni su za gledanje bez solarnih filtera korištenih tijekom djelomičnih faza. Do tada je vidljivo manje od 0,001% Sunčeve fotosfere. 
Promatrači na putu totaliteta pomrčine Sunca prvo vide postepeno prekrivanje Sunca mjesečevom siluetom u samo malom trajanju od oko jedne minute do četiri minute, nakon čega slijedi efekt dijamantskog prstena (vidljiv bez filtera) kao nestaje zadnji dio fotosfere. Dok prasak svjetlosti iz prstena blijedi, Bailyjevi biseri se pojavljuju kao posljednji komadići svijetle fotosfere koji svjetlucaju kroz doline poredane na rubu Mjeseca.  Kako Bailyevi biseri nestaju iza napredućeg mjesečevog ruba (biseri se ponovo pojavljuju na kraju totaliteta), pojavljuje se tanak crvenkasti rub nazvan kromosfera (grčki chrōma što znači "boja"). Iako je crvenkasto vodikovo zračenje najvidljivije za golo oko, kromosfera također emitira tisuće dodatnih spektralnih linija.